# Vuelta a Asturias 2018
La 61.ª edición de la Vuelta a Asturias (nombre oficial Vuelta Asturias Julio Álvarez Mendo) fue una carrera de ciclismo en ruta por etapas que se celebró entre el 27 y el 29 de abril de 2018 en España con inicio y final en la ciudad de Oviedo sobre un recorrido de 467 kilómetros.
La carrera hizo parte del UCI Europe Tour 2018, dentro de la categoría UCI 2.1
La carrera fue ganada por el corredor ecuatoriano Richard Carapaz del equipo Movistar, en segundo lugar Jonathan Caicedo (Medellín) y en tercer lugar Ricardo Mestre (W52-FC Porto).

## Equipos participantes
Tomaron parte en la carrera 16 equipos: 1 de categoría UCI WorldTeam; 6 de categoría Profesional Continental; y 9 de categoría Continental, formando así un pelotón de 112 ciclistas de los que acabaron 94. Los equipos participantes fueron:
| WorldTeam- Movistar Team Equipos continentales profesionales (6)- Fortuneo-Samsic - Burgos-BH - Manzana Postobón - Israel Cycling Academy - Caja Rural-Seguros RGA - Euskadi Basque Country-Murias Equipos continentales (9)- Coldeportes Zenú - Team Ukyo - RP-Boavista - W52-FC Porto - Aviludo-Louletano - Lokosphinx - Medellín-Éxito - Fundación Euskadi - Bicicletas Strongman |
| |

## Recorrido
La Vuelta a Asturias dispuso de tres etapas para un recorrido total de 467 kilómetros.
| Etapa     | Fecha     | Recorrido                  | type             | Distancia (km) | Ganador         | Líder           |
| --------- | --------- | -------------------------- | ---------------- | -------------- | --------------- | --------------- |
| 1.ª etapa | 27 de abr | Oviedo – Pola de Lena      | etapa escarpada  | 177            | Dmitri Strajov  | Dmitri Strajov  |
| 2.ª etapa | 28 de abr | Soto – Alto del Acebo      | etapa de montaña | 171            | Richard Carapaz | Richard Carapaz |
| 3.ª etapa | 29 de abr | Cangas del Narcea – Oviedo | etapa escarpada  | 119            | Ricardo Mestre  | Richard Carapaz |

## Desarrollo de la carrera

### 1.ª etapa
| Oviedo - Pola de Lena | etapa escarpada | (177 km) |

| \| Clasificación de la etapa \| Clasificación de la etapa \| Clasificación de la etapa \| Clasificación de la etapa \| Clasificación de la etapa \| \| Ciclista \| Ciclista \| Equipo \| Tiempo \| \| \| ------------------------- \| ------------------------- \| ------------------------- \| ------------------------- \| ------------------------- \| \| 1.º \| Dmitri Strajov \| Lokosphinx \| 4 h 17 min 06 s \| \| \| 2.º \| Jonathan Caicedo \| Medellín \| + 0 s \| \| \| 3.º \| Sergio Higuita \| Manzana Postobón \| + 0 s \| \| \| 4.º \| Eduard Prades \| Euskadi-Murias \| + 0 s \| \| \| 5.º \| Richard Carapaz \| Movistar Team \| + 0 s \| \| |                  |                  |                 |
| |                  |                  |                 |
| |                  |                  |                 |
| Clasificación de la etapa |                  |                  |                 |
| Ciclista | Ciclista         | Equipo           | Tiempo          |
| 1.º | Dmitri Strajov   | Lokosphinx       | 4 h 17 min 06 s |
| 2.º | Jonathan Caicedo | Medellín         | + 0 s           |
| 3.º | Sergio Higuita   | Manzana Postobón | + 0 s           |
| 4.º | Eduard Prades    | Euskadi-Murias   | + 0 s           |
| 5.º | Richard Carapaz  | Movistar Team    | + 0 s           |

| \| Clasificación general \| Clasificación general \| Clasificación general \| Clasificación general \| Clasificación general \| \| Ciclista \| Ciclista \| Equipo \| Tiempo \| \| \| --------------------- \| --------------------- \| --------------------- \| --------------------- \| --------------------- \| \| 1.º \| Dmitri Strajov \| Lokosphinx \| 4 h 16 min 56 s \| \| \| 2.º \| Jonathan Caicedo \| Medellín \| + 4 s \| \| \| 3.º \| Sergio Higuita \| Manzana Postobón \| + 6 s \| \| \| 4.º \| Eduard Prades \| Euskadi-Murias \| + 10 s \| \| \| 5.º \| Richard Carapaz \| Movistar Team \| + 10 s \| \| |                  |                  |                 |
| |                  |                  |                 |
| |                  |                  |                 |
| Clasificación general |                  |                  |                 |
| Ciclista | Ciclista         | Equipo           | Tiempo          |
| 1.º | Dmitri Strajov   | Lokosphinx       | 4 h 16 min 56 s |
| 2.º | Jonathan Caicedo | Medellín         | + 4 s           |
| 3.º | Sergio Higuita   | Manzana Postobón | + 6 s           |
| 4.º | Eduard Prades    | Euskadi-Murias   | + 10 s          |
| 5.º | Richard Carapaz  | Movistar Team    | + 10 s          |

### 2.ª etapa
| Soto - Alto del Acebo | etapa de montaña | (171 km) |

| \| Clasificación de la etapa \| Clasificación de la etapa \| Clasificación de la etapa \| Clasificación de la etapa \| Clasificación de la etapa \| \| Ciclista \| Ciclista \| Equipo \| Tiempo \| \| \| ------------------------- \| ------------------------- \| ------------------------- \| ------------------------- \| ------------------------- \| \| 1.º \| Richard Carapaz \| Movistar Team \| 4 h 24 min 14 s \| \| \| 2.º \| Jonathan Caicedo \| Medellín \| + 42 s \| \| \| 3.º \| Rubén Fernández Andújar \| Movistar Team \| + 50 s \| \| \| 4.º \| Robinson Chalapud \| Medellín \| + 50 s \| \| \| 5.º \| Antonio Pedrero \| Movistar Team \| + 1 min 05 s \| \| |                         |               |                 |
| |                         |               |                 |
| |                         |               |                 |
| Clasificación de la etapa |                         |               |                 |
| Ciclista | Ciclista                | Equipo        | Tiempo          |
| 1.º | Richard Carapaz         | Movistar Team | 4 h 24 min 14 s |
| 2.º | Jonathan Caicedo        | Medellín      | + 42 s          |
| 3.º | Rubén Fernández Andújar | Movistar Team | + 50 s          |
| 4.º | Robinson Chalapud       | Medellín      | + 50 s          |
| 5.º | Antonio Pedrero         | Movistar Team | + 1 min 05 s    |

| \| Clasificación general \| Clasificación general \| Clasificación general \| Clasificación general \| Clasificación general \| \| Ciclista \| Ciclista \| Equipo \| Tiempo \| \| \| --------------------- \| ----------------------- \| ---------------------- \| --------------------- \| --------------------- \| \| 1.º \| Richard Carapaz \| Movistar Team \| 8 h 41 min 10 s \| \| \| 2.º \| Jonathan Caicedo \| Medellín \| + 40 s \| \| \| 3.º \| Robinson Chalapud \| Medellín \| + 1 min 00 s \| \| \| 4.º \| Rubén Fernández Andújar \| Movistar Team \| + 1 min 05 s \| \| \| 5.º \| Nathan Earle \| Israel Cycling Academy \| + 1 min 17 s \| \| |                         |                        |                 |
| |                         |                        |                 |
| |                         |                        |                 |
| Clasificación general |                         |                        |                 |
| Ciclista | Ciclista                | Equipo                 | Tiempo          |
| 1.º | Richard Carapaz         | Movistar Team          | 8 h 41 min 10 s |
| 2.º | Jonathan Caicedo        | Medellín               | + 40 s          |
| 3.º | Robinson Chalapud       | Medellín               | + 1 min 00 s    |
| 4.º | Rubén Fernández Andújar | Movistar Team          | + 1 min 05 s    |
| 5.º | Nathan Earle            | Israel Cycling Academy | + 1 min 17 s    |

### 3.ª etapa
| Cangas del Narcea - Oviedo | etapa escarpada | (119 km) |

| \| Clasificación de la etapa \| Clasificación de la etapa \| Clasificación de la etapa \| Clasificación de la etapa \| Clasificación de la etapa \| \| Ciclista \| Ciclista \| Equipo \| Tiempo \| \| \| ------------------------- \| ------------------------- \| ------------------------- \| ------------------------- \| ------------------------- \| \| 1.º \| Ricardo Mestre \| W52-FC Porto \| 2 h 40 min 42 s \| \| \| 2.º \| Alexandr Yevtushenko \| Lokosphinx \| + 9 s \| \| \| 3.º \| Benjamín Prades \| Team Ukyo \| + 34 s \| \| \| 4.º \| Rubén Fernández Andújar \| Movistar Team \| + 34 s \| \| \| 5.º \| Nathan Earle \| Israel Cycling Academy \| + 34 s \| \| |                         |                        |                 |
| |                         |                        |                 |
| |                         |                        |                 |
| Clasificación de la etapa |                         |                        |                 |
| Ciclista | Ciclista                | Equipo                 | Tiempo          |
| 1.º | Ricardo Mestre          | W52-FC Porto           | 2 h 40 min 42 s |
| 2.º | Alexandr Yevtushenko    | Lokosphinx             | + 9 s           |
| 3.º | Benjamín Prades         | Team Ukyo              | + 34 s          |
| 4.º | Rubén Fernández Andújar | Movistar Team          | + 34 s          |
| 5.º | Nathan Earle            | Israel Cycling Academy | + 34 s          |

## Clasificaciones finales
- Las clasificaciones finalizaron de la siguiente forma:[4]

### Clasificación general
| \| Clasificación general \| Clasificación general \| Clasificación general \| Clasificación general \| Clasificación general \| \| Ciclista \| Ciclista \| Equipo \| Tiempo \| \| \| --------------------- \| ----------------------- \| ---------------------- \| --------------------- \| --------------------- \| \| 1.º \| Richard Carapaz \| Movistar Team \| 11 h 22 min 26 s \| \| \| 2.º \| Jonathan Caicedo \| Medellín \| + 40 s \| \| \| 3.º \| Ricardo Mestre \| W52-FC Porto \| + 59 s \| \| \| 4.º \| Robinson Chalapud \| Medellín \| + 1 min 00 s \| \| \| 5.º \| Rubén Fernández Andújar \| Movistar Team \| + 1 min 05 s \| \| \| 6.º \| Nathan Earle \| Israel Cycling Academy \| + 1 min 17 s \| \| \| 7.º \| Sergio Pardilla \| Caja Rural-Seguros RGA \| + 1 min 35 s \| \| \| 8.º \| Antonio Pedrero \| Movistar Team \| + 1 min 37 s \| \| \| 9.º \| Joaquim Silva \| Caja Rural-Seguros RGA \| + 1 min 44 s \| \| \| 10.º \| César Fonte \| W52-FC Porto \| + 2 min 00 s \| \| |                         |                        |                  |
| |                         |                        |                  |
| Fuente: ProCyclingStats |                         |                        |                  |
| Clasificación general |                         |                        |                  |
| Ciclista | Ciclista                | Equipo                 | Tiempo           |
| 1.º | Richard Carapaz         | Movistar Team          | 11 h 22 min 26 s |
| 2.º | Jonathan Caicedo        | Medellín               | + 40 s           |
| 3.º | Ricardo Mestre          | W52-FC Porto           | + 59 s           |
| 4.º | Robinson Chalapud       | Medellín               | + 1 min 00 s     |
| 5.º | Rubén Fernández Andújar | Movistar Team          | + 1 min 05 s     |
| 6.º | Nathan Earle            | Israel Cycling Academy | + 1 min 17 s     |
| 7.º | Sergio Pardilla         | Caja Rural-Seguros RGA | + 1 min 35 s     |
| 8.º | Antonio Pedrero         | Movistar Team          | + 1 min 37 s     |
| 9.º | Joaquim Silva           | Caja Rural-Seguros RGA | + 1 min 44 s     |
| 10.º | César Fonte             | W52-FC Porto           | + 2 min 00 s     |

### Clasificación de la montaña
| Clasificación de la montaña | Clasificación de la montaña | Clasificación de la montaña | Clasificación de la montaña | Clasificación de la montaña |
| Ciclista                    | Ciclista                    | Equipo                      | Puntos                      |                             |
| --------------------------- | --------------------------- | --------------------------- | --------------------------- | --------------------------- |
| 1.º                         | Fernando Orjuela            | Manzana Postobón            | 14 pts                      |                             |
| 2.º                         | Fabio Duarte                | Manzana Postobón            | 12 pts                      |                             |
| 3.º                         | Omar Mendoza                | Medellín                    | 12 pts                      |                             |
| 4.º                         | Richard Carapaz             | Movistar Team               | 11 pts                      |                             |
| 5.º                         | Jonathan Caicedo            | Medellín                    | 8 pts                       |                             |
| 6.º                         | Hernán Aguirre              | Manzana Postobón            | 7 pts                       |                             |
| 7.º                         | Ricardo Mestre              | W52-FC Porto                | 6 pts                       |                             |
| 8.º                         | Rubén Fernández Andújar     | Movistar Team               | 6 pts                       |                             |
| 9.º                         | Josu Zabala                 | Caja Rural-Seguros RGA      | 5 pts                       |                             |
| 10.º                        | Robinson Chalapud           | Medellín                    | 4 pts                       |                             |

### Clasificación de la regularidad
| Clasificación por puntos | Clasificación por puntos | Clasificación por puntos | Clasificación por puntos | Clasificación por puntos |
| Ciclista                 | Ciclista                 | Equipo                   | Puntos                   |                          |
| ------------------------ | ------------------------ | ------------------------ | ------------------------ | ------------------------ |
| 1.º                      | Jonathan Caicedo         | Medellín                 | 46 pts                   |                          |
| 2.º                      | Richard Carapaz          | Movistar Team            | 45 pts                   |                          |
| 3.º                      | Ricardo Mestre           | W52-FC Porto             | 33 pts                   |                          |
| 4.º                      | Nathan Earle             | Israel Cycling Academy   | 32 pts                   |                          |
| 5.º                      | Dmitri Strajov           | Lokosphinx               | 31 pts                   |                          |
| 6.º                      | Rubén Fernández Andújar  | Movistar Team            | 30 pts                   |                          |
| 7.º                      | Alexandr Yevtushenko     | Lokosphinx               | 25 pts                   |                          |
| 8.º                      | Benjamín Prades          | Team Ukyo                | 25 pts                   |                          |
| 9.º                      | Eduard Prades            | Euskadi-Murias           | 24 pts                   |                          |
| 10.º                     | César Fonte              | W52-FC Porto             | 21 pts                   |                          |

### Clasificación por equipos
| Clasificación por equipos | Clasificación por equipos     | Clasificación por equipos | Clasificación por equipos |
| Equipo                    | Equipo                        | Tiempo                    |                           |
| ------------------------- | ----------------------------- | ------------------------- | ------------------------- |
| 1.º                       | Movistar Team                 | 34 h 10 min 14 s          |                           |
| 2.º                       | Medellín-Éxito                | + 2 min 19 s              |                           |
| 3.º                       | W52-FC Porto                  | + 2 min 51 s              |                           |
| 4.º                       | Caja Rural-Seguros RGA        | + 5 min 56 s              |                           |
| 5.º                       | Euskadi Basque Country-Murias | + 6 min 24 s              |                           |

## Evolución de las clasificaciones
| Etapa (Vencedor)            | Clasificación general | Clasificación de la montaña | Clasificación de las metas volante | Clasificación de la regularidad | Clasificación por equipos |
| --------------------------- | --------------------- | --------------------------- | ---------------------------------- | ------------------------------- | ------------------------- |
| 1.ª etapa (Dmitry Strakhov) | Dmitry Strakhov       | Fernando Orjuela            | João Rodrigues                     | Dmitry Strakhov                 | Medellín                  |
| 2.ª etapa (Richard Carapaz) | Richard Carapaz       | Fernando Orjuela            | João Rodrigues                     | Jonathan Caicedo                | Movistar                  |
| 3.ª etapa (Ricardo Mestre)  | Richard Carapaz       | Fernando Orjuela            | João Rodrigues                     | Jonathan Caicedo                | Movistar                  |
| Clasificación final         | Richard Carapaz       | Fernando Orjuela            | João Rodrigues                     | Jonathan Caicedo                | Movistar                  |

## UCI World Ranking
La Vuelta a Asturias otorgó puntos para el UCI Europe Tour 2018 y el UCI World Ranking, este último para corredores de los equipos en las categorías UCI WorldTeam, Profesional Continental y Continental. Las siguientes tablas muestran el baremo de puntuación y los 10 corredores que obtuvieron más puntos:
| Posición              | 1.º | 2.º | 3.º | 4.º | 5.º | 6.º | 7.º | 8.º | 9.º | 10.º | 11.º | 12.º | 13.º-15.º | 16.º-25.º |
| Clasificación general | 125 | 85  | 70  | 60  | 50  | 40  | 35  | 30  | 25  | 20   | 15   | 10   | 5         | 3         |
| Por etapa             | 14  | 5   | 3   |     |     |     |     |     |     |      |      |      |           |           |
| Líder                 | 3   |     |     |     |     |     |     |     |     |      |      |      |           |           |

| Clasificación | Clasificación     | Clasificación          | Clasificación | Clasificación | Clasificación | Clasificación |
| Posición      | Ciclista          | Equipo                 | General       | Etapa         | Líder         | Total         |
| ------------- | ----------------- | ---------------------- | ------------- | ------------- | ------------- | ------------- |
| 1.º           | Richard Carapaz   | Movistar               | 125           | 14            | 3             | 142           |
| 2.º           | Jonathan Caicedo  | Medellín               | 85            | 10            | -             | 95            |
| 3.º           | Ricardo Mestre    | W52-FC Porto           | 70            | 14            | -             | 84            |
| 4.º           | Robinson Chalapud | Medellín               | 60            | -             | -             | 60            |
| 5.º           | Rubén Fernández   | Movistar               | 50            | 3             | -             | 53            |
| 6.º           | Nathan Earle      | Israel Cycling Academy | 40            | -             | -             | 40            |
| 7.º           | Sergio Pardilla   | Caja Rural-Seguros RGA | 35            | -             | -             | 35            |
| 8.º           | Antonio Pedrero   | Movistar               | 30            | -             | -             | 30            |
| 9.º           | Joaquim Silva     | Caja Rural-Seguros RGA | 25            | -             | -             | 25            |
| 10.º          | César Fonte       | W52-FC Porto           | 20            | -             | -             | 20            |